# یوری سولومین
یوری سولومین (روسی: Ю́рий Мефо́диевич Соло́мин) (۱۸ ژوئن ۱۹۳۵ – ۱۱ ژانویهٔ ۲۰۲۴) هنرپیشه و کارگردان اهل کشور شوروی بود. وی از سال ۱۹۸۸ تا پایان عمر در شهر مسکو به کارگردانی تئاتر مشغول بوده است.

## فیلمشناسی
از فیلم‌های که وی در آنها نقش داشته است می‌توان به درسو اوزالا و چادر قرمز اشاره کرد.

## جوایز
وی همچنین برنده جوایزی همچون جایزه هنرمند مردمی اتحاد جماهیر شوروی شده است.